# EAZA Ex-situ Programme
EAZA Ex-Situ Programme (EEP) är ett projekt inom europeiska djurparksföreningen (EAZA) som samordnar de europeiska djurparkerna som är medlemmar i bevarandet av utrotningshotade djurarter. 
Inom projektet finns en eller flera personer som koordinerar avel av dessa djurarter. För varje djurart är också en person i de anslutna djurparkerna eller akvarierna ansvarig. 
Personen får hjälp av en kommitté.